# Discografia degli Stratovarius
Questa che segue è la discografia degli Stratovarius, band power metal finlandese, dagli esordi fino a oggi.

## Album in studio
| Anno | Titolo           | Classifiche | Classifiche | Classifiche | Classifiche | Classifiche | Classifiche | Classifiche | Classifiche | Classifiche | Certificazioni | Vendite |
| Anno | Titolo           | FIN         | SVI         | SPA         | FRA         | GER         | GRE         | UNG         | GIA         | SVE         | Certificazioni | Vendite |
| ---- | ---------------- | ----------- | ----------- | ----------- | ----------- | ----------- | ----------- | ----------- | ----------- | ----------- | -------------- | ------- |
| 1989 | Fright Night     | 48          | -           | -           | -           | -           | -           | -           | -           | -           | -              | -       |
| 1992 | Twilight Time    | -           | -           | -           | -           | -           | -           | -           | 43          | -           | -              | -       |
| 1994 | Dreamspace       | -           | -           | -           | -           | -           | -           | -           | 26          | -           | -              | -       |
| 1995 | Fourth Dimension | -           | -           | -           | -           | -           | -           | -           | 26          | -           | -              | -       |
| 1996 | Episode          | 21          | -           | -           | -           | -           | -           | -           | 20          | -           | -              | -       |
| 1997 | Visions          | 4           | -           | -           | -           | -           | -           | -           | 18          | -           | -              | -       |
| 1998 | Destiny          | 1           | -           | -           | -           | 89          | -           | -           | 31          | -           | -              | -       |
| 2000 | Infinite         | 1           | -           | -           | -           | 28          | 32          | -           | 29          | -           | -              | -       |
| 2003 | Elements Pt. 1   | 2           | 91          | -           | 42          | 27          | -           | -           | 22          | 46          | -              | -       |
| 2003 | Elements Pt. 2   | 4           | -           | 93          | 74          | 75          | -           | -           | 38          | -           | -              | -       |
| 2005 | Stratovarius     | 4           | 92          | -           | 88          | 58          | -           | 32          | 39          | 37          | -              | -       |
| 2009 | Polaris          | 2           | 57          | -           | 62          | 55          | -           | -           | 32          | -           | -              | -       |
| 2011 | Elysium          | 1           | 45          | -           | 70          | 38          | -           | -           | 45          | -           | -              | -       |
| 2013 | Nemesis          | 3           | 30          | 32          | 82          | 41          | -           | -           | 17          | 44          | -              | -       |
| 2015 | Eternal          | 5           | 22          | -           | 61          | 27          | -           | -           | 16          | -           | -              | -       |
| 2022 | Survive          | 1           | 6           | -           | 125         | 30          | -           | -           | 7           | -           | -              | -       |

## Album dal vivo
| Anno | Titolo                                             | Classifiche | Classifiche | Classifiche | Classifiche | Classifiche | Classifiche | Classifiche | Classifiche | Certificazioni | Vendite |
| Anno | Titolo                                             | FIN         | SVI         | SPA         | FRA         | GER         | UNG         | GIA         | SVE         | Certificazioni | Vendite |
| ---- | -------------------------------------------------- | ----------- | ----------- | ----------- | ----------- | ----------- | ----------- | ----------- | ----------- | -------------- | ------- |
| 1997 | Visions of Europe                                  | -           | -           | -           | -           | -           | -           | -           | -           | -              | -       |
| 2010 | Polaris Live                                       | -           | -           | -           | -           | -           | -           | -           | -           | -              | -       |
| 2012 | Under Flaming Winter Skies - Live in Tampere       | -           | -           | -           | -           | -           | -           | -           | -           | -              | -       |
| 2016 | Visions of Destiny                                 | -           | -           | -           | -           | -           | -           | -           | -           | -              | -       |
| 2016 | Live at Wacken                                     | -           | -           | -           | -           | -           | -           | -           | -           | -              | -       |
| 2022 | Live Under the Southern Cross – South America 2019 | -           | -           | -           | -           | -           | -           | -           | -           | -              | -       |

## Raccolte
| Anno | Titolo                             | Classifiche | Classifiche | Classifiche | Classifiche | Certificazioni | Vendite |
| Anno | Titolo                             | FIN         | SVI         | FRA         | GER         | Certificazioni | Vendite |
| ---- | ---------------------------------- | ----------- | ----------- | ----------- | ----------- | -------------- | ------- |
| 1997 | The Past and Now                   | -           | -           | -           | -           | -              | -       |
| 1999 | The Chosen Ones                    | 7           | -           | -           | -           | -              | -       |
| 2000 | 14 Diamonds - Best Of Stratovarius | -           | -           | -           | -           | -              | -       |
| 2001 | Intermission                       | 7           | 85          | 91          | 73          | -              | -       |
| 2006 | Black Diamond: The Anthology       | -           | -           | -           | -           | -              | -       |
| 2009 | Infinite Visions                   | -           | -           | -           | -           | -              | -       |
| 2016 | Best Of                            | 12          | -           | -           | -           | -              | -       |
| 2018 | Enigma: Intermission 2             | 16          | 69          | -           | -           | -              | -       |

## Singoli
| Anno | Titolo                     | Classifiche | Classifiche | Classifiche | Album          |
| Anno | Titolo                     | USA         | FIN         | GIA         | Album          |
| ---- | -------------------------- | ----------- | ----------- | ----------- | -------------- |
| 1988 | Future Shock               | -           | -           | -           | Fright Night   |
| 1989 | Black Night                | -           | -           | -           | Fright Night   |
| 1992 | Break the Ice              | -           | -           | -           | Twilight Time  |
| 1996 | Will the Sun Rise?         | -           | -           | -           | Episode        |
| 1996 | Father Time                | -           | -           | -           | Episode        |
| 1997 | Black Diamond              | -           | -           | -           | Visions        |
| 1997 | The Kiss of Judas          | -           | -           | -           | Visions        |
| 1998 | SOS                        | -           | -           | -           | Destiny        |
| 2000 | Hunting High and Low       | -           | -           | -           | Infinite       |
| 2000 | A Million Light Years Away | -           | -           | -           | Infinite       |
| 2002 | Eagleheart                 | -           | -           | -           | Elements Pt. 1 |
| 2003 | I Walk to My Own Song      | -           | -           | -           | Elements Pt. 2 |
| 2005 | Maniac Dance               | -           | -           | -           | Stratovarius   |
| 2009 | Deep Unknown               | -           | -           | -           | Polaris        |
| 2011 | Darkest Hours              | -           | -           | -           | Elysium        |
| 2011 | Under Flaming Skies        | -           | -           | -           | Elysium        |
| 2013 | Unbreakable                | -           | -           | -           | Nemesis        |
| 2015 | Shine In The Dark          | -           | -           | -           | Eternal        |
| 2022 | Survive                    | -           | -           | -           | Survive        |
| 2022 | World on Fire              | -           | -           | -           | Survive        |
| 2022 | Firefly                    | -           | -           | -           | Survive        |
| 2022 | Frozen in Time             | -           | -           | -           | Survive        |
| 2024 | Heroes                     | -           | -           | -           | Survive        |

## Album video

### DVD
- 1999 - Visions Of Destiny
- 2000 - Infinite Visions
- 2012 - Under Flaming Winter Skies - Live In Tampere
- 2014 - Nemesis Days
- 2015 - Live at Loud Park (assieme a Eternal)

### Blu-ray
- 2012 - Under Flaming Winter Skies - Live In Tampere

## Video musicali
- Future Shock (1989)
- Against the Wind (1995)
- Against the Wind (1995) (Seconda versione)
- Distant Skies Live (1995)
- Speed Of Light (1996)
- Black Diamond (1997)
- The Kiss of Judas (1997)
- Hold on to Your Dream (1998)
- S.O.S (1998)
- S.O.S Live (1999)
- Hunting High and Low (2000)
- A Million Light Years Away (2000)
- Freedom (2000)
- Speed Of Light Live (2001)
- Forever Free Live (2001)
- Eagleheart (2003)
- I Walk to My Own Song (2003)
- Maniac Dance (2005)
- Deep Unknown (2009)
- Under Flaming Skies (2011)
- Black Diamond Live (2012)
- Halcyon Days (2013)
- Unbreakable (2013)
- If the Story is Over (2013)
- Shine in the Dark (Lyric Video) (2015)
- My Eternal Dream (2015)
- Shine in the Dark (2015)
- Until The End Of Days (2016)
- My Eternal Dream Live (2017)
- Unbreakable (Orchestal Version) (Lyric Video) (2018)
- Survive (Lyric Video) (2022)
- World On Fire (2022)
- Firefly (2022)
- Broken (2022)
- Survive (2022)